# Mythes royaux de légitimation dans l'Égypte antique

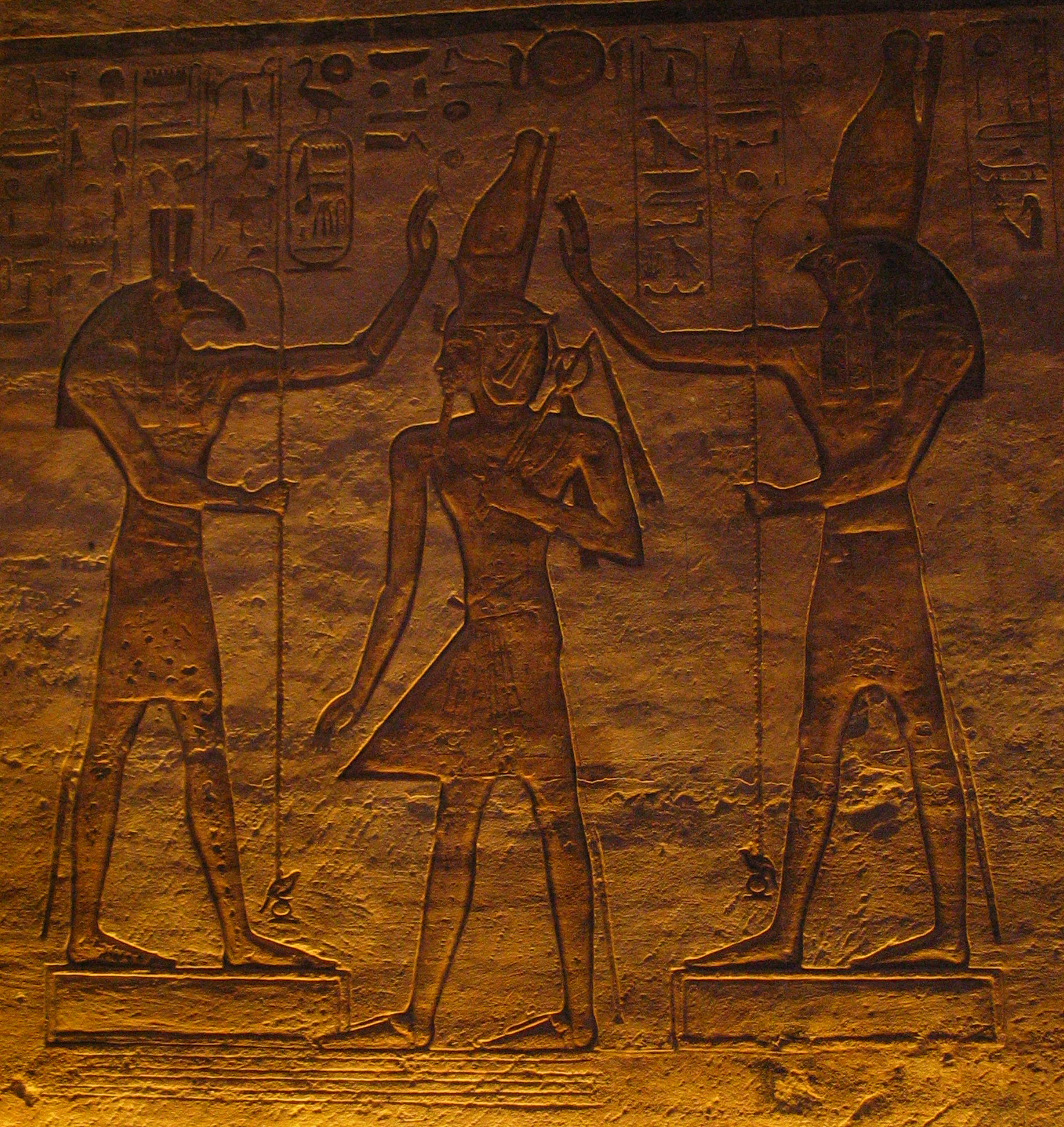
Ramsès II couronné par Seth et Horus. Abou Simbel,.

Dans l'Égypte antique, les mythes royaux de légitimation sont les fondements religieux du pouvoir politique des pharaons. 

## Dualité monarchique

### Double monarchie

Carte de l'Égypte antique.

La pensée égyptienne accorde une grande place au concept de la dualité. Toute réalité s'exprime comme l'union de deux modalités contraires mais appairées. L'univers se dit « le ciel et la terre », se comporter « s'asseoir et se lever », la totalité par « ce qui existe et ce qui n'existe pas ». Dans la langue égyptienne ce fait s'exprime par la présence du « duel (2) », un trait grammatical intermédiaire au singulier (1) et au pluriel (3 et au-delà). Dans le mythe osirien, Horus et Seth sont les « Deux Combattants » ou les « Deux Compagnons » tandis qu'Isis et Nephtys sont les « Deux Sœurs » ou les « Deux Pleureuses ». La monarchie pharaonique est elle aussi imaginée comme une institution duelle dans laquelle le Sud et le Nord sont unifiés. De par sa géographie, très particulière, l'Égypte a été perçue par ses antiques habitants comme une contrée caractérisée par la dualité. Il y a d'un côté la Haute-Égypte, le Sud, depuis Assouan jusqu'à Memphis et constituée par vingt-deux régions administratives (ou nomes). De l'autre, il y a la Basse-Égypte, le Nord, constituée par la plaine marécageuse du delta du Nil avec ses vingt régions. L'opposition joue sur un second couple géographique ; Kemet, la « Terre Noire », est la vallée fertile irriguée par les inondations annuelles du Nil tandis que Deschret, la « Terre Rouge », est le désert montagneux et stérile.
En tant que symbole politique de l'unité égyptienne, le pharaon est le « Maître des Deux-Terres » (neb-taouy) car il est avant tout le personnage dans lequel se manifeste l'union des Haute et Basse-Égypte. Cependant, dans le langage officiel, il peut aussi être le « Maître des Deux-Rives » ou le « Maître des Deux-Parts ». Les expressions politiques accordent toutefois la plus grande place au couple Sud-Nord. D'une manière guerrière, pharaon se « saisit des Deux-Terres » ou « les ploie » sous sa puissance ; politiquement, il « les fonde » ; économiquement, il « les fait reverdir » et, tel le dieu créateur, il « les illumine », « les satisfait » ou « les fait vivre ». La dualité de la monarchie peut aussi se remarquer dans le nom des villes royales. Située à la frontière des deux territoires, Memphis, l'antique capitale, est surnommée Mékhat-taouy la « Balance des Deux-Terres » tandis que la cité de Licht est connue par son vrai nom de Amenemhat-itj-taouy (abrégé : Itj-taouy) « Amenemhat se saisit des Deux-Terres » car fondée par Amenemhat Ier, l'inaugurateur de la XIIe dynastie.

### Deux plantes héraldiques
| N16 |

| N16 |

| N16 | M26 |

| N16 | M26 |

| N17 | M15 | O49 |

| N17 | M15 | O49 |

| M26 | D36 | G43 | N24 |

| M26 | D36 | G43 | N24 |

| V22 | V28 | G43 | M15 |

| V22 | V28 | G43 | M15 |

| I6 | G17 | X1 · O49 |

| I6 | G17 | X1 · O49 |

| D46 · N37 | D21 · X1 | N25 |

| D46 · N37 | D21 · X1 | N25 |

| N16 |

| N16 |

| N16 | M26 |

| N16 | M26 |

| N17 | M15 | O49 |

| N17 | M15 | O49 |

| M26 | D36 | G43 | N24 |

| M26 | D36 | G43 | N24 |

| V22 | V28 | G43 | M15 |

| V22 | V28 | G43 | M15 |

| I6 | G17 | X1 · O49 |

| I6 | G17 | X1 · O49 |

| D46 · N37 | D21 · X1 | N25 |

| D46 · N37 | D21 · X1 | N25 |

L'unité des Deux-Terres est fréquemment évoquée par la scène du Séma-taouy ou « Réunion des Deux-terres ». Ce motif décoratif figure fréquemment sur les deux flancs latéraux du trône royal. La plante du Sud, le lys blanc et celle du Nord, le papyrus, sont vigoureusement nouées ensemble par Horus et Seth ou par deux Hâpy (esprit de l'inondation) autour du hiéroglyphe de la trachée artère (séma), un idéogramme qui évoque les notions d'unité et de réunification. L'intégrité du double royaume est maintenue par le pharaon comme le signale sa titulature qui surmonte ou encadre la scène. Ce motif se rencontre fréquemment dans la statuaire royale lorsque le pharaon est figuré assis sur son trône. Les deux faces latérales du siège royal sont alors ornées des scènes du Séma-taouy comme le trône de Mykérinos (Ve dynastie) du Musée des Beaux-Arts de Boston ou le trône de Sésostris Ier (XIIe dynastie) du Musée égyptien du Caire. Cette même scène figure sur le trône des deux Colosses de Memnon (Amenhotep III, XVIIIe dynastie) à Thèbes ainsi que sur le siège des statues colossales de Ramsès II (XIXe dynastie) des temples de Louxor et Abou Simbel.
Dans l'écriture hiéroglyphique, la plante-Shema sert d'idéogramme aux termes Ta-Shémaou, la « Terre du Sud » et Shémaou « Celle du Sud » c'est-à-dire la Haute-Égypte, les Shémaou étant les « Habitants du Sud ». Les fleurs de cette plante héraldique sont montrées telles des campanules divisées en trois parties. Son identification n'est pas encore certaine. Des représentations font penser à l'Iris mais il y a aussi été vu un spécimen de Kaempferia, une Zingibéracée maintenant disparue d'Égypte mais encore présente au Soudan du Sud et en Éthiopie. Sa fleur, très semblable au lys est de couleur pourpre.
Le bouquet de papyrus (Cyperus papyrus) sert lui d'idéogramme pour Ta-Méhou, la « Terre du Nord » et Méhou « Celle du Nord », à savoir la Basse-Égypte. Les Méhou sont les chasseurs des marais et les Méhétyou sont plus précisément les « Habitants du Nord ». Le hiéroglyphe représente trois tiges de papyrus et leurs ombelles respectives. Il représente les denses fourrés de papyrus très souvent figurés dans les tombes. Là, le défunt traverse le marécage en barque pour chasser ou pêcher au harpon. Dans le mythe, Isis et son enfant Horus s'y cachent du terrible Seth.

Scènes du Séma-taouy
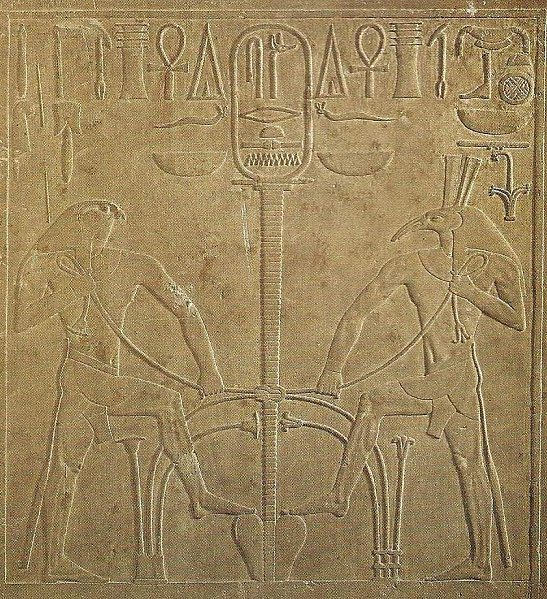
Par Horus et Seth. Trône de Sésostris Ier, XIIe dynastie, Musée égyptien du Caire.
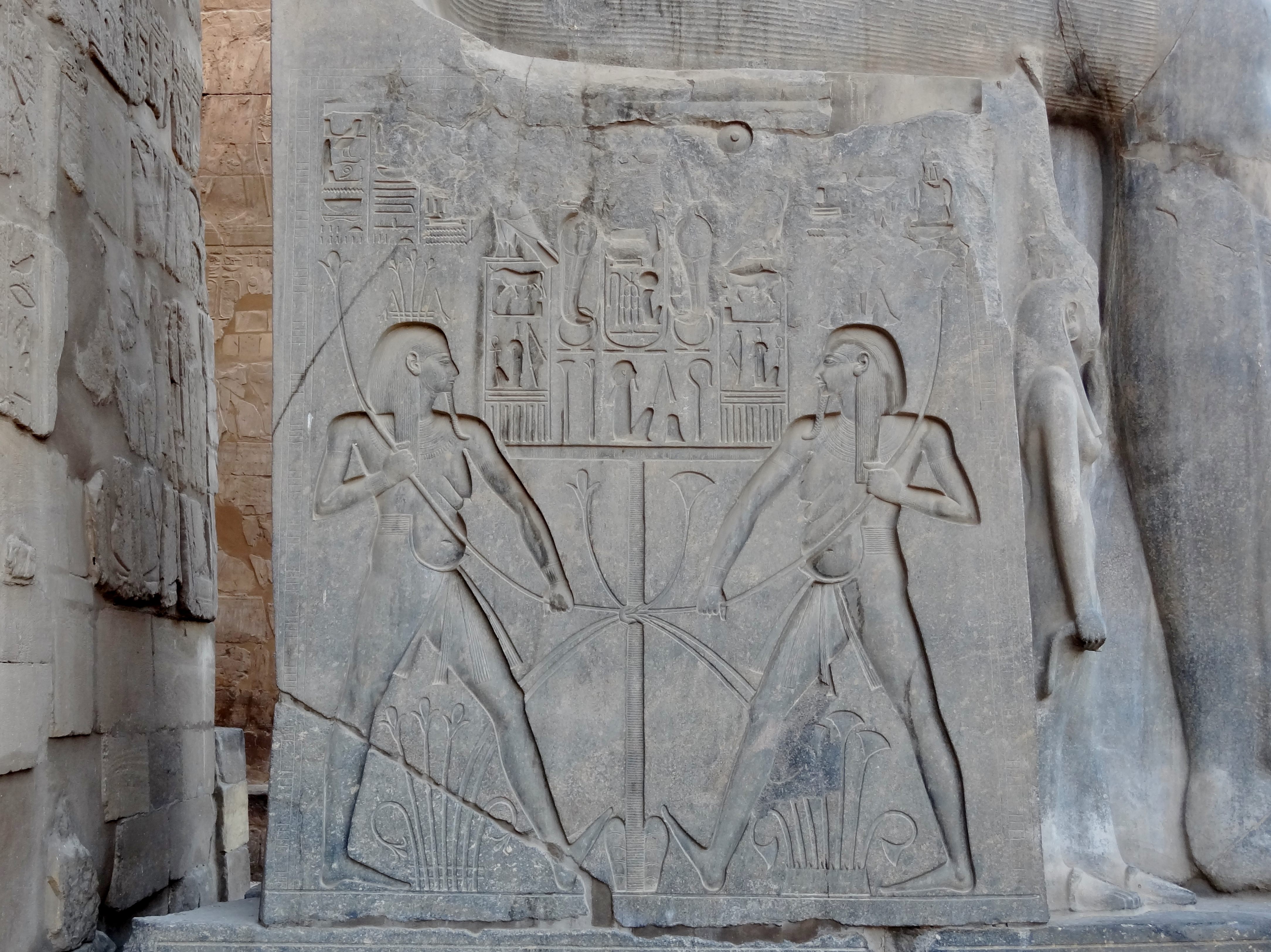
Par deux Hâpy. Trône de Ramsès II, XIXe dynastie, Louxor.

### Deux déesses tutélaires
Dès les débuts de l'histoire égyptienne, les déesses Nekhbet et Ouadjet sont les deux déesses tutélaires de la double-monarchie pharaonique. Le nom de la première signifie, très simplement, « Celle de Nekheb ». Ce lieu est une importante cité de l'Égypte méridionale et se situe sur la rive opposée de Nekhen, la première capitale des pharaons. Sur le plan national, Nekhbet assume le rôle de déesse protectrice de la Haute-Égypte. Dans l'iconographie, elle apparaît surtout sous la forme d'un vautour blanc, les ailes déployées au-dessus du souverain. Elle peut aussi prendre la forme d'une femme coiffée de la couronne blanche ou comme une femme à tête de vautour. La déesse Ouadjet « Celle du papyrus » est, quant à elle, chargée de veiller sur la Basse-Égypte. La racine de son nom est la plante-ouadj qui véhicule les notions de verdeur, de prospérité, de régénération et d'épanouissement végétal. Elle est originaire de la ville de Bouto située dans le delta du Nil, attesté par l'archéologie dès la période prédynastique. Avant l'unification, Bouto était peut-être la capitale d'un royaume du Nord ensuite assujetti par le Sud. Ouadjet est généralement représentée comme un cobra, comme une femme à tête de cobra ou coiffée de la couronne rouge. Les deux déesses figurent pour la première fois ensemble sur une étiquette en ébène découverte dans la tombe de Neithhotep à Nagada et datée du règne de Hor-Aha (Ire dynastie). Les deux déesses ont exercé leur fonction jusqu'à la fin de la royauté pharaonique et même au-delà. Dans le temple d'Esna, Tibère (empereur romain de 14 à 37) est figuré entre elles deux tel un pharaon couronné du pschent.

Nekhbet et Ouadjet
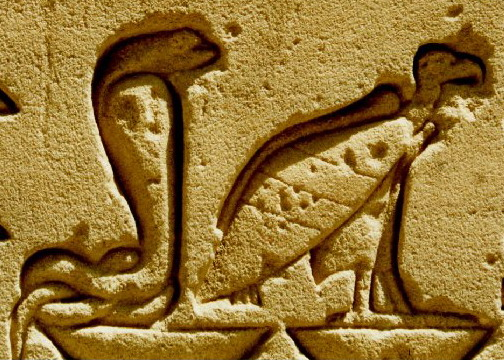
Forme animale, cobra et vautour. Détail d'une titulature royale (Nom de Nebty).
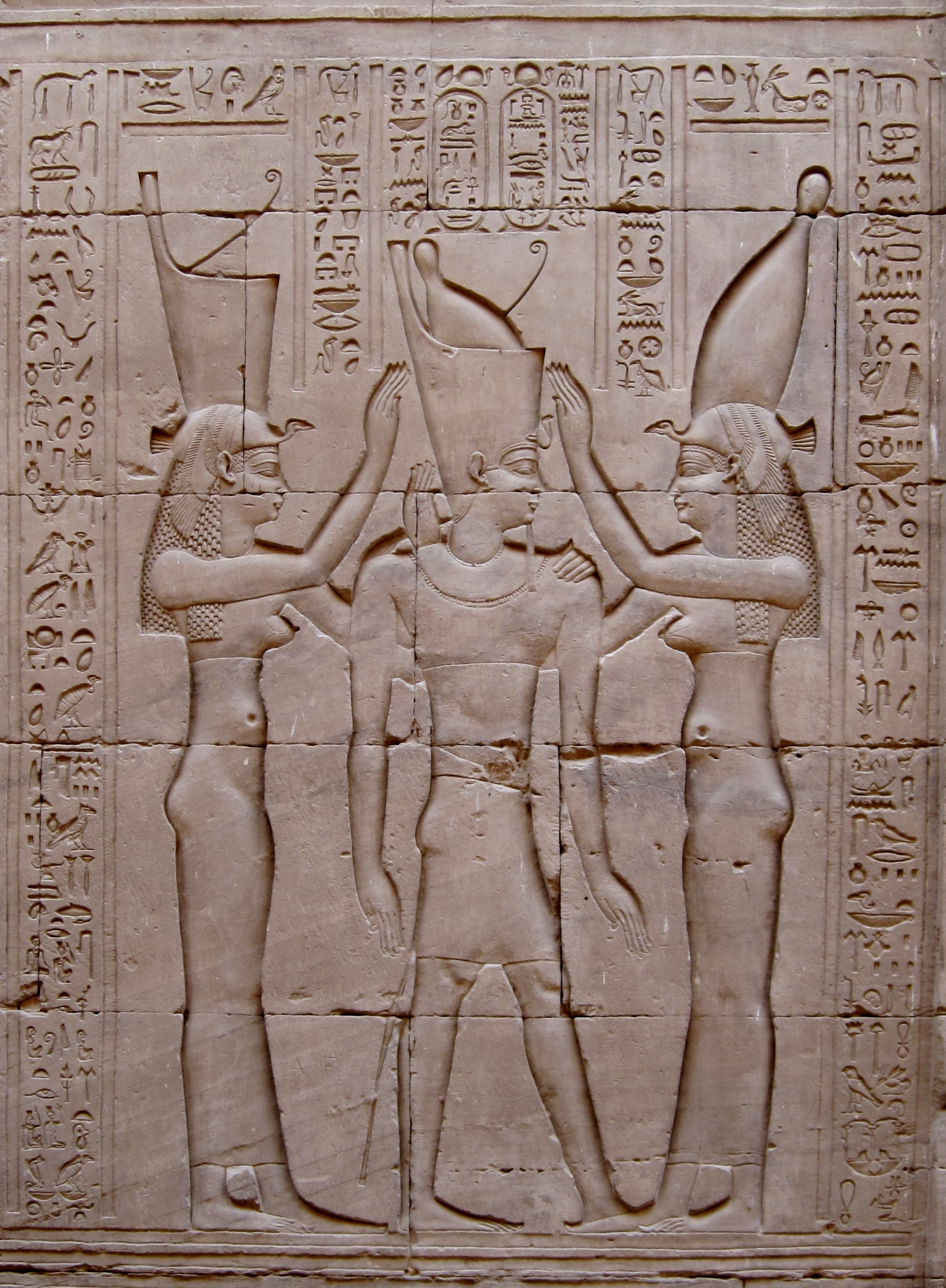
Les deux déesses couronnant Ptolémée VIII, Edfou.

## Successeur d'Horus

### Dynastie des dieux-pharaons

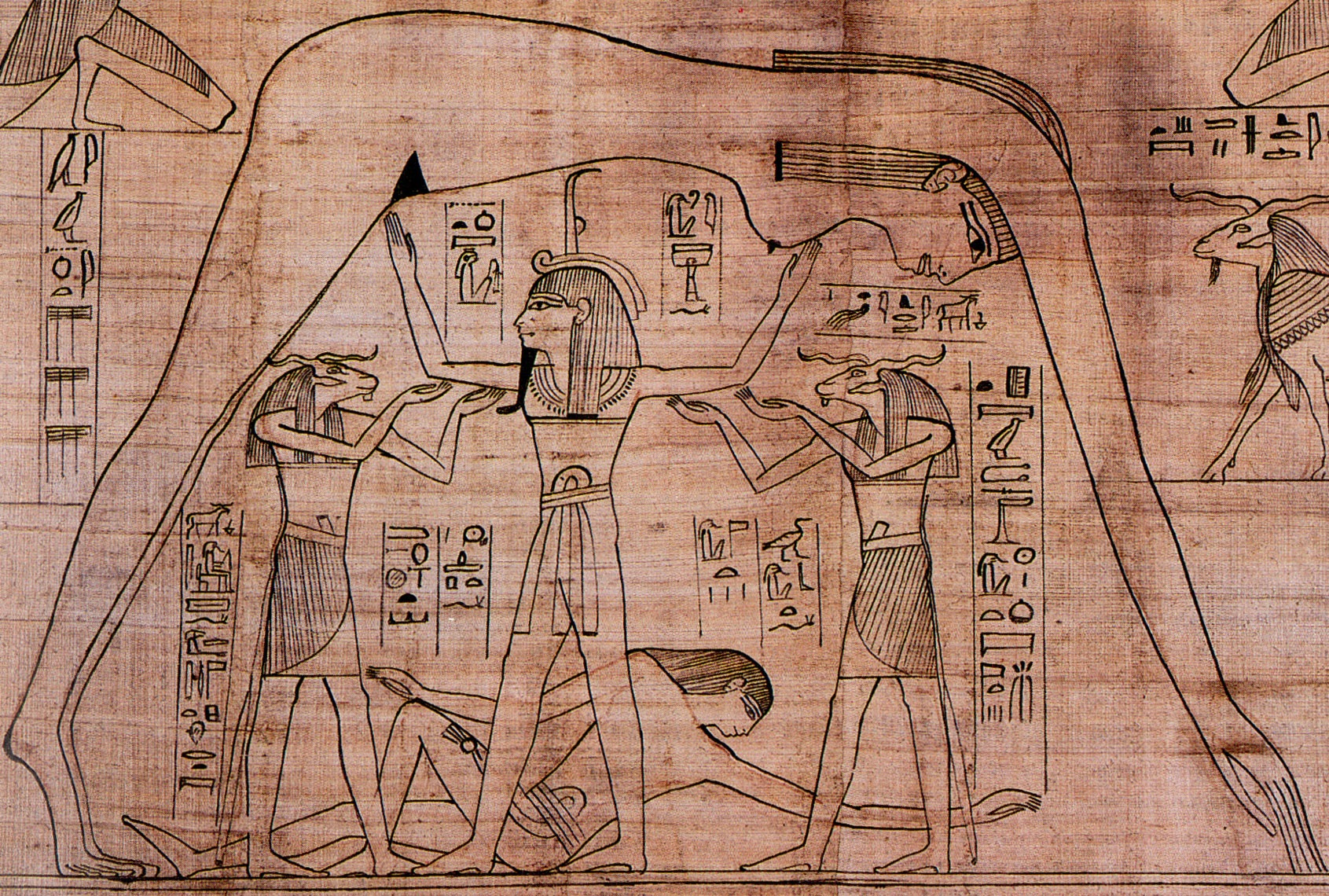
Séparation du Ciel (Nout) et de la Terre (Geb) par Shou (air) - Papyrus Greenfield - Basse époque - British Museum.

Les Anciens Égyptiens attribuent à leurs divinités une existence en dehors du temps, longue de millions d'années. Les récits mythologiques leur donnent toutefois une existence terrestre et les nombreux incidents qui ont émaillé leur passage sont à la base de toute la topographie religieuse du pays. Le Papyrus Jumilhac est particulièrement riche de ce genre d'anecdotes pour la région cynopolitaine. Les combats entre, d'un côté, Seth et ses acolytes, face à Horus, Anubis et Isis de l'autre ont marqué le paysage (apparition de filons et de massifs rocheux, fondation de temples, création de domaines agricoles). Même pour les divinités les plus respectées, l'existence se caractérise par un commencement et une fin. Après un long règne, la vie de Rê est marquée par le vieillissement et un départ vers le ciel (Mythe de la Vache céleste), tandis que celle d'Osiris se termine dramatiquement par une mort violente infligée par Seth lors d'un complot. Le régime monarchique se projette dans ces récits et de nombreux textes religieux font allusion au règne légendaire d'une dynastie de dieux sur terre. Il est ainsi fait mention de la « royauté de Rê » de celles d'Atoum et d'Horus, de l'« héritage de Geb », de la « fonction d'Atoum » et du « trône d'Horus » transmis aux pharaons humains.
La pensée égyptienne, très globalisante, n'a pas fait la distinction entre Histoire et mythologie ou entre politique et religion. Le Canon royal de Turin (XIXe dynastie) et l’Ægyptiaca du prêtre-historien Manéthon (XXXIIe dynastie) sont parmi les sources chronologiques deux témoins majeurs. Tous deux, intègrent une dynastie divine dans la succession des souverains égyptiens en faisant des dieux les précurseurs de la royauté pharaonique. Le premier document se réduit à des fragments de papyrus et le second à des abrégés contradictoires. Malgré les lacunes du Canon royal, il est possible de comprendre que le dieu créateur Ptah a longuement régné sur terre. Il est suivi par Rê, Shou, Geb, Osiris, Seth (200 ans), Horus (300 ans), Thot (3 126 ans), Maât et un second Horus. La suite est très fragmentaire mais il est fait mention d'une dynastie de demi-dieux : les Shemsou Hor ou « Suivants d'Horus ». Cette succession dynastique se déroule sans interruption sur une période de quelque 36 620 ans avant le règne de Mény, le premier pharaon humain.

### Sur le Trône d'Horus

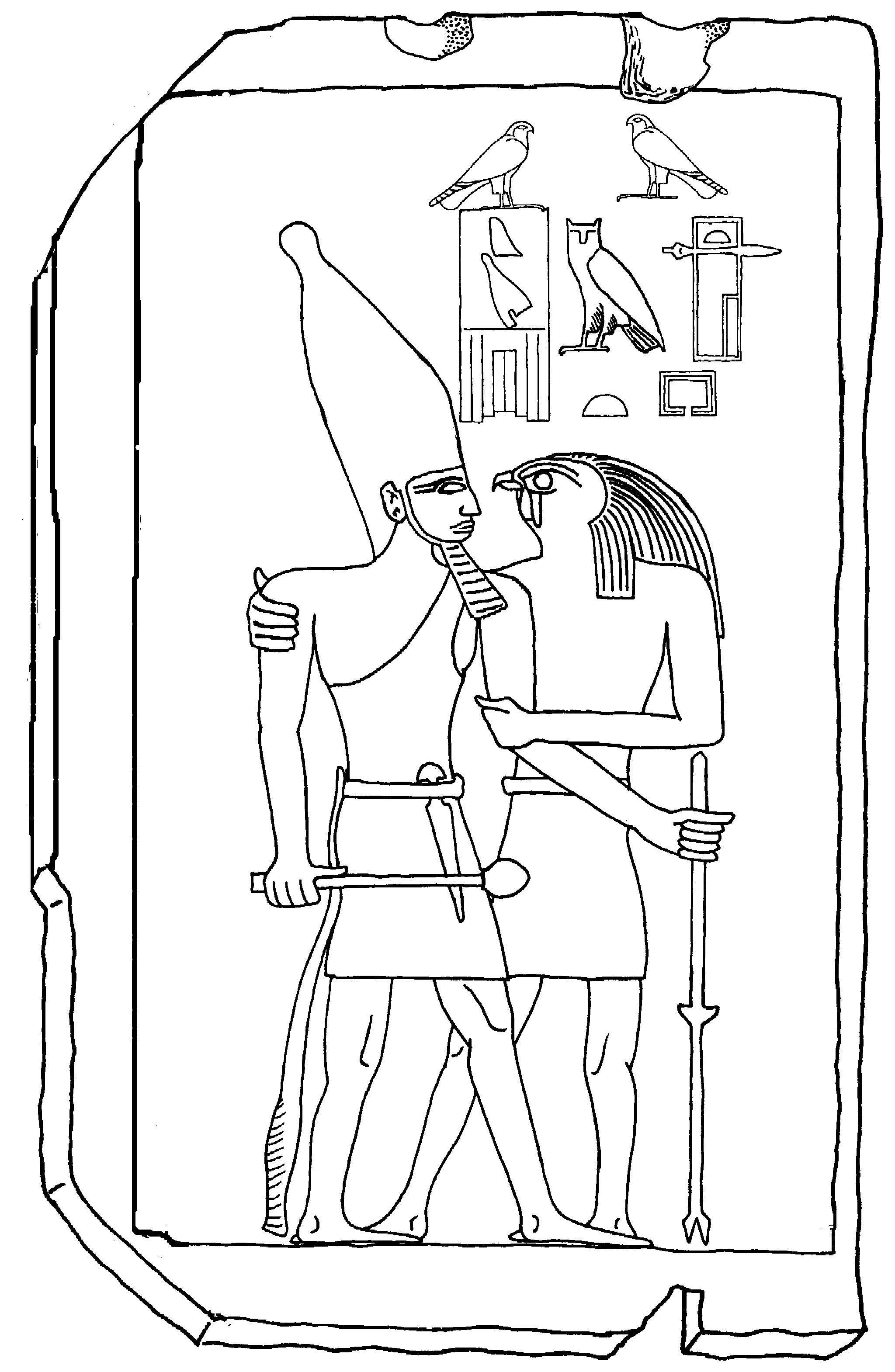
Horus donnant l'accolade à Pharaon - Relevé de la Stèle de Qahedjet - - Musée du Louvre.

Dans les textes funéraires et dans l'iconographie royale, Horus et Pharaon sont dans une totale symbiose. Dès les Textes des pyramides, il est indiqué que le roi égyptien est « assis sur le Trône d'Horus » ou est « Horus sur le trône des vivants ». Planant haut dans le ciel, le faucon Horus est une très ancienne divinité céleste attestée dès la période prédynastique. Puissance invisible, son corps se confond avec le ciel et ses deux yeux sont le Soleil et la Lune. Au tournant des IVe et IIIe millénaires d'avant notre ère, lorsque s'est formulée l'idéologie pharaonique, mythes et faits historiques se sont imbriqués. Les premiers rois unificateurs (Dynastie égyptienne zéro) sont issus de la ville de Nekhen (Hiéraconpolis) vouée au culte du dieu faucon. Nombre d'entre eux ont ainsi adopté un « Nom d'Horus » ; Hor, Ny-Hor, Hat-Hor, Pe-Hor, etc. Vraisemblablement, ces derniers ont réussi à soumettre la cité de Noubt consacrée à Seth. À partir de là, la rivalité entre Horus et Seth devient la référence mythologique par excellence jusqu'à la fin de la civilisation égyptienne. D'après les Textes des Pyramides, Horus et Seth se sont blessés mutuellement lors d'un combat, l'un atteint à l'œil gauche, l'autre aux testicules. Dans le rituel funéraire, l'œil d'Horus blessé par Seth et guéri par Thot, est venu à symboliser les phases lunaires et les offrandes livrées au roi défunt pour assurer sa régénération post-mortem. Sur la Palette de Narmer, le souverain massacre un ennemi sous le regard approbateur d'un faucon qui maintient ligotée une tête de prisonnier issue d'un fourré de papyrus. D'une manière allégorique, Narmer apparaît comme le substitut d'Horus sur terre en ayant été représenté dans une taille supérieure aux humains qui l'entourent. Dès la Ire dynastie, le nom du pharaon est inscrit dans le serekh (image stylisée du palais royal) surmonté du faucon horien. Dans la titulature, ce lien se renforce sous la IVe dynastie avec la création du Nom d'Horus d'or où Pharaon bénéficie de l'éclat divin du dieu solaire. Par sa brillance et son inaltérabilité, l'or est en effet considéré comme la chair des divinités.

### Roi-faucon

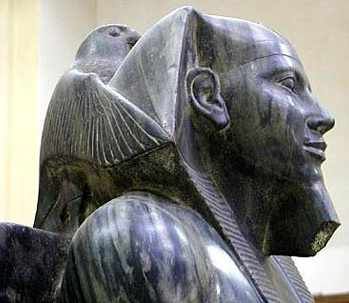
Horus protégeant Khéphren - - Musée égyptien du Caire.

Dans l'idéologie royale, Horus et Pharaon se partagent la souveraineté de l'univers. À Horus reviennent les contrées célestes tandis qu'à Pharaon reviennent les contrées terrestres.
L'origine horienne du pouvoir pharaonique s'exprime très remarquablement et sur des modes très divers dans la statuaire. Parmi les plus célèbres représentations du roi Khéphren (IVe dynastie) figure une statue conservée au Musée égyptien du Caire. Cette œuvre est l'un des exemples qui combine l'image de la personne royale avec celle du faucon Horus. Le souverain est assis sur son trône et le faucon est figuré debout, juché sur le dossier du siège. Tous deux regardent dans la même direction. Vu de face, le faucon est cependant invisible, caché par l'ample coiffe némès portée par le pharaon. Les deux ailes de l'oiseau sont ouvertes et enveloppent la nuque royale. Par ce geste est signifiée la protection divine envers le titulaire humain de la charge pharaonique ainsi que sa filiation mythologique. Bien plus tard, sous la XVIIIe dynastie, Pharaon incorpore totalement la puissance divine d'Horus en devenant un homme-faucon. Dans une représentation de Thoutmôsis III en jaspe rouge malheureusement fragmentaire (Musée du Louvre), faucon et roi se fondent l'un dans l'autre en un être composite d'un seul corps. Le devant du corps est humain, l'arrière est animal et divin sous la forme de l'oiseau rapace.
Sous le règne de Nectanébo II (XXXe dynastie) se développe un groupe statuaire où le pharaon est montré debout, minuscule, blotti entre les pattes du faucon Horus, majestueux, les ailes repliées. Plus qu'une représentation du dieu ou du pharaon, il s'agit de démontrer la consubstantialité entre la fonction pharaonique et le faucon divin. 

Statuaire horienne
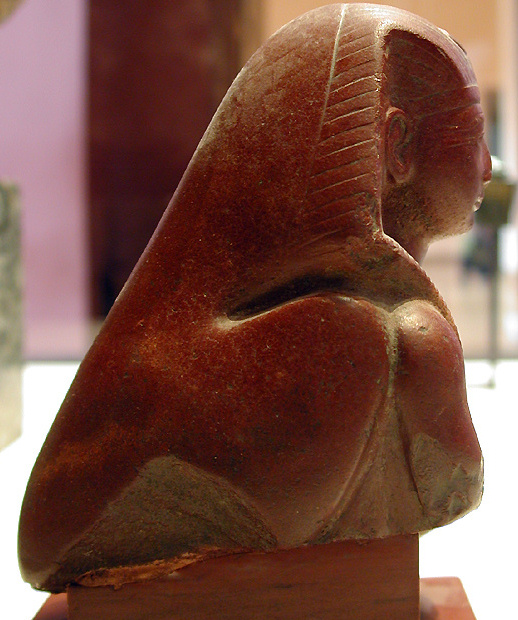
Thoutmôsis III avec un corps de faucon - XVIIIe dynastie - Musée du Louvre.
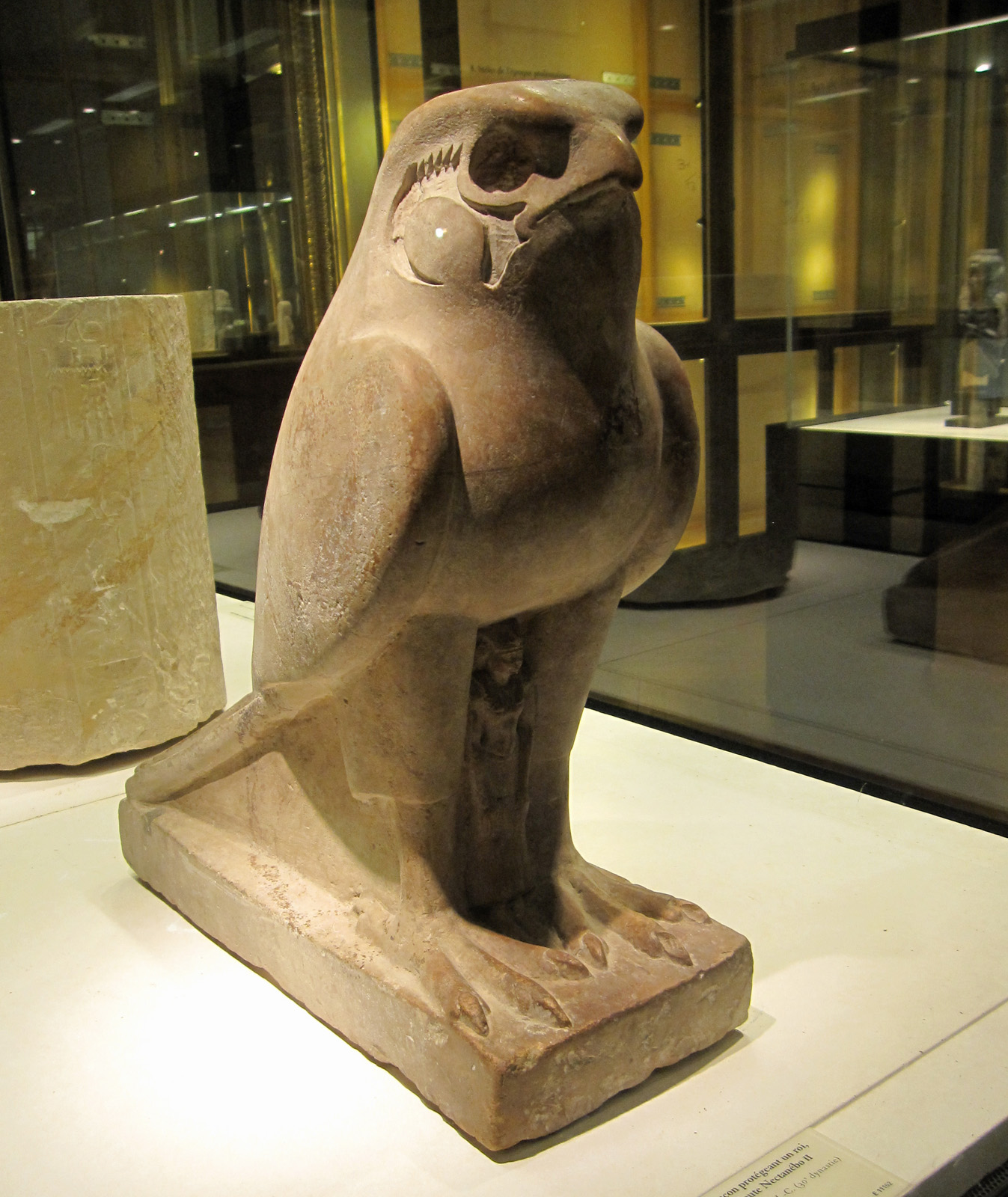
Nectanébo II entre les pattes d'Horus - XXXe dynastie- Musée du Louvre.
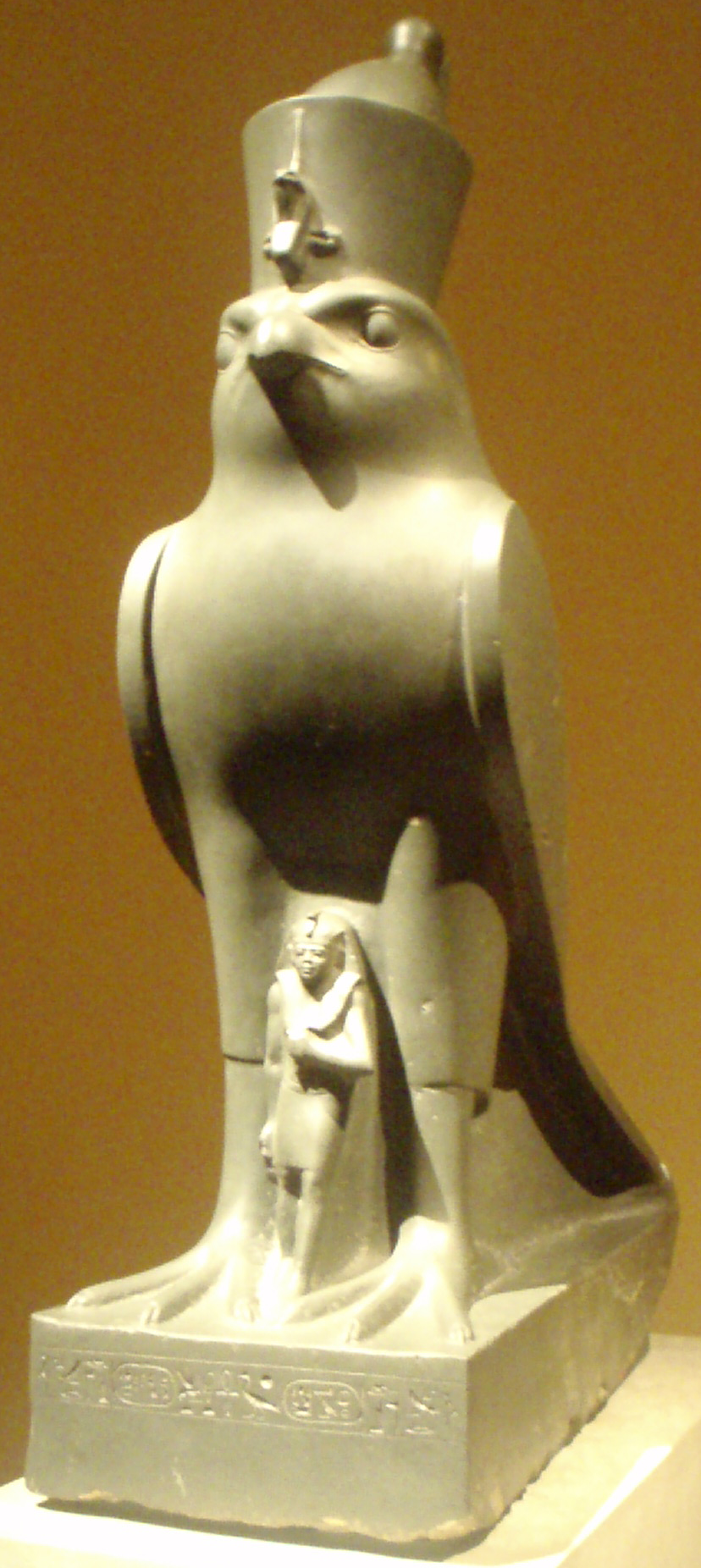
Idem. Metropolitan Museum of Art.

### Osiris ou la continuité dynastique

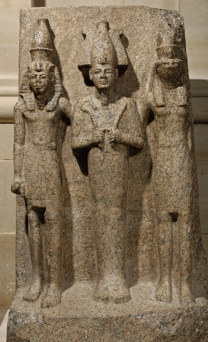
Osiris entouré par un pharaon ramesside (à gauche) et Horus (à droite) - - Musée du Louvre.

Dans la France monarchique, « Le roi est mort, vive le roi ! » est une phrase traditionnelle proclamée lors de l'avènement d'un nouveau monarque. À sa manière, l'Égypte antique a connu pareille formule. Aux ouvriers de Deir el-Médineh, chargés de creuser et décorer les hypogées royaux, l'annonce « Le faucon s'est envolé vers le ciel et un autre s'est levé à sa place » a été signifiée par des officiels pour les presser de finir leur chantier. Après la mort, le destin de Pharaon est de rejoindre les dieux célestes. Par les rites funéraires, il devient Osiris et, à ce titre, il est accueilli par les dieux tel un égal, voire comme un supérieur qui exercerait sur eux le suprême commandement.
Le mythe d'Osiris s'est élaboré au cours de la Ve dynastie et n'a cessé de gagner de l'ampleur pour parvenir à totale maturité durant le premier millénaire avant notre ère. Le dieu Osiris est à la jonction entre la religion funéraire et l'idéologie royale. Dans l'iconographie, il est constamment représenté momiforme avec les insignes pharaoniques (couronne, sceptres, barbiche, uræus). Souverain bienfaisant pour son peuple et pour l'humanité tout entière, Osiris meurt assassiné dans un complot, noyé, puis dépecé par Seth, son frère ennemi et dieu de la confusion. Par les soins de ses sœurs Isis et Nephtys, le corps d'Osiris est réveillé à la vie. Dans tous les corpus funéraires (Textes des pyramides, Textes des sarcophages, Livre des Morts), Osiris est montré comme le prototype de pharaon mort qui a gagné l'éternité par la momification et le service des offrandes funéraires.

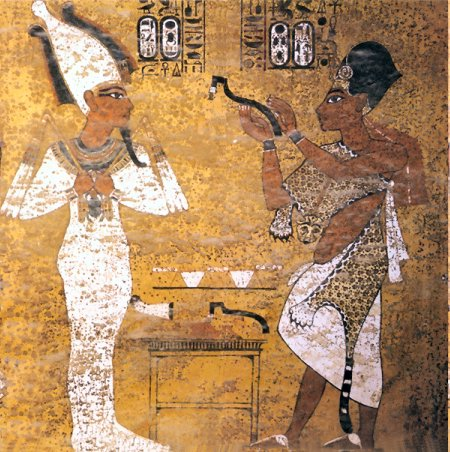
Le pharaon Aÿ accomplissant les rituels funéraires sur la momie de l'Osiris-Toutânkhamon - XVIIIe dynastie - KV 62.

L'accomplissement du cérémonial est placé sous la direction d'Horus, fils d'Osiris, dont les fonctions premières sont d'entretenir le souvenir social de son père défunt par sa présence sur le trône et d'accomplir les rituels d'offrandes. Ce mythe est transposé au sein de la famille royale et justifie la succession de père en fils de la charge pharaonique en lieu et place de la succession aux frères par rang d'âge. L'acte filial d'Horus (pharaon vivant) auprès d'Osiris (pharaon mort) légitime la succession et constitue le gage de la pérennité de l'institution pharaonique. Le pharaon vivant s'insère dans une trinité qui a été formulée dans un groupe statuaire daté de la période ramesside et à présent conservé au Musée du Louvre. Au centre figure Osiris le symbole de l'éternité monarchique. À ses côtés et en une symétrie complémentaire, figurent le pouvoir en place, le pharaon humain hypostase vivante d'Horus, principe royal intemporel représenté tel un homme à tête de faucon. Dans ce cadre mythologique, toute intronisation pharaonique découle des rituels funèbres accomplis envers le prédécesseur mort. Dans l'iconographie des tombeaux royaux ce fait s'exprime dans le motif du prêtre-setem. Revêtu d'une peau de léopard, le nouveau pharaon procède à des rituels vivificateurs sur la momie de son père (Séthi Ier pour Ramsès Ier par exemple). Cet acte fondamental de la piété filiale est à ce point légitimant que tout nouveau pharaon se doit d'y procéder et, ceci, même lorsqu'aucune filiation génétique réelle n'est de mise. C'est ainsi que le pharaon Aÿ, successeur de Toutânkhamon, joue le rôle rituel de son fils alors qu'il est en âge d'être son grand-père.

## Fils de Rê

### Mythologie solaire

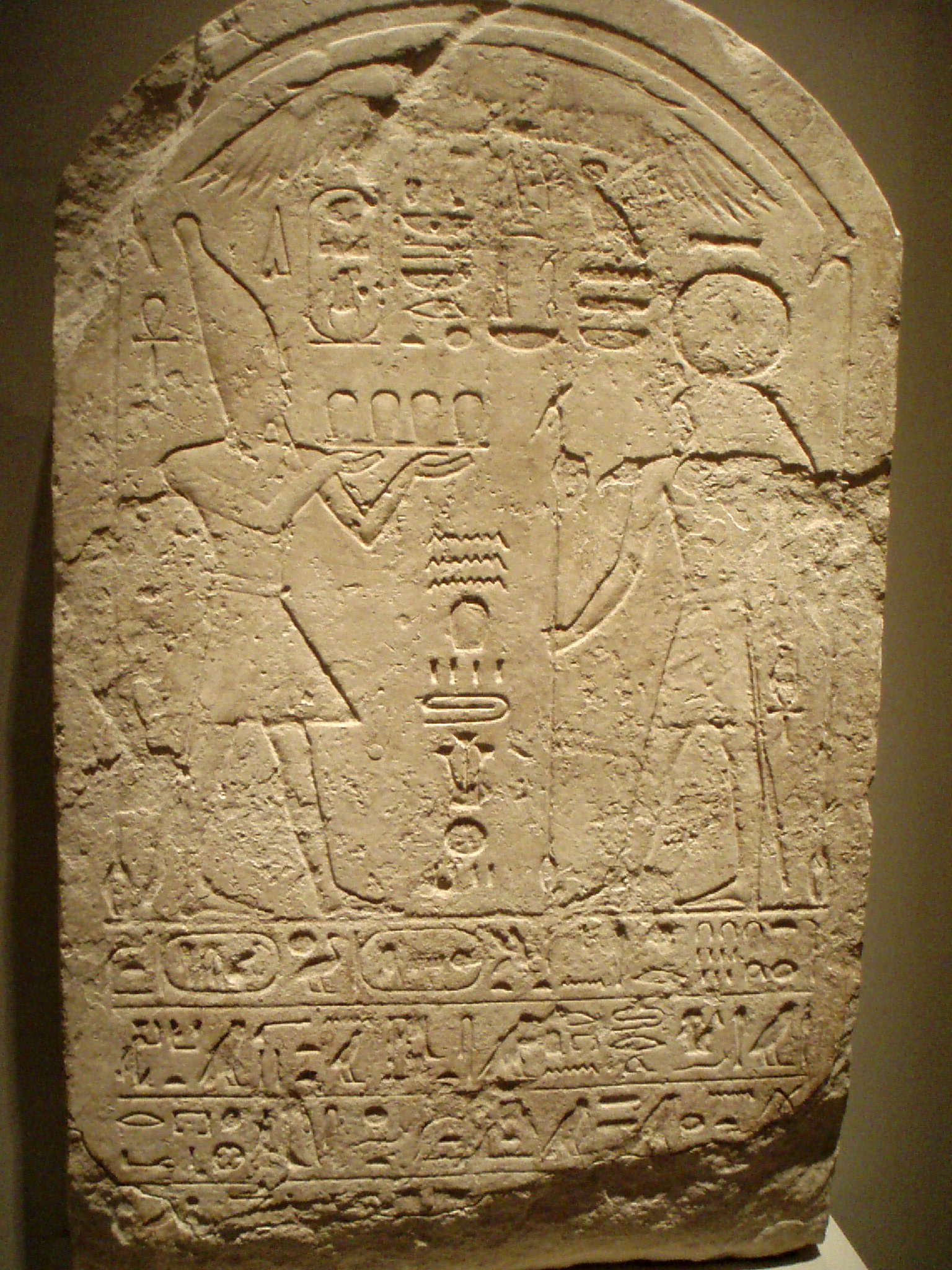
Thoutmôsis III faisant une offrande à Rê-Horakhty - stèle de la XVIIIe dynastie - Altes Museum.

À partir des IVe et Ve dynasties et jusqu'à la fin de la civilisation égyptienne, la théologie solaire des prêtres d'Héliopolis imprègne fortement l'idéologie royale. À l'instar de Rê, le dieu Soleil qui est le souverain de l'Univers, Pharaon son fils terrestre, est au centre du pouvoir politico-religieux :

« Rê a mis le roi sur la terre des vivants pour l'éternité et à jamais, afin de juger les hommes et de satisfaire les dieux, d'instaurer la Maât et d'anéantir le mal, tout en instituant l'offrande aux dieux et l'offrande funéraire aux esprits-Akhou. Le nom du roi est au ciel comme celui de Rê, il vit dans la félicité comme Rê-Horakhty. »

— Hymne au Soleil. D'après une traduction de Jan Assmann.
Le Soleil est adoré sous divers noms ; dans son apparition matinale, il est le scarabée Khépri ; dans sa puissance zénithale, il est Horakhty, le faucon des deux horizons ; dans son aspect vieillissant et démiurgique, il est Atoum « celui qui est et n'est pas ». Les liens consubstantiels existant entre le Soleil et les pharaons transparaissent le plus parfaitement dans nombre de prénoms royaux de l'Ancien Empire ; Nebrê « Rê est le Seigneur », Djédefrê « Stable comme Rê », Khâfrê « Il apparaît comme Rê », Menkaourê « Durables sont les âmes de Rê », Sahourê « Celui qui est proche de Rê », Néferirkarê « Parfaite est l'âme de Rê », Niouserrê « Celui qui est investi du pouvoir de Rê », Mérenrê « L'aimé de Rê ». Au Nouvel Empire, le prénom Ramsès « Rê l'a engendré » est porté successivement par onze souverains. L'édification des pyramides, des temples solaires et des obélisques est le révélateur de cette option idéologique. Ces ouvrages semble en effet être les transpositions architecturales du tertre ou rocher primordial. En effet, selon le mythe héliopolitain des origines, le tout premier jour, l'âme-ba de Rê s'est manifestée sous la forme d'un héron cendré. Cet oiseau, le benou — le phénix des Grecs — s'est posé sur une colline de sable, ou s'est manifesté sous la forme du Benben (un bétyle) qui est un rocher météoritique tombé du ciel à Héliopolis et adoré dans un temple qui lui est spécialement consacré : « Atoum-Khépri, tu as culminé sur la butte, tu t'es élevé sous la forme du Phénix, qui est maître du bétyle dans le Château du Phénix à Héliopolis ».

### Arbre de la vie éternelle

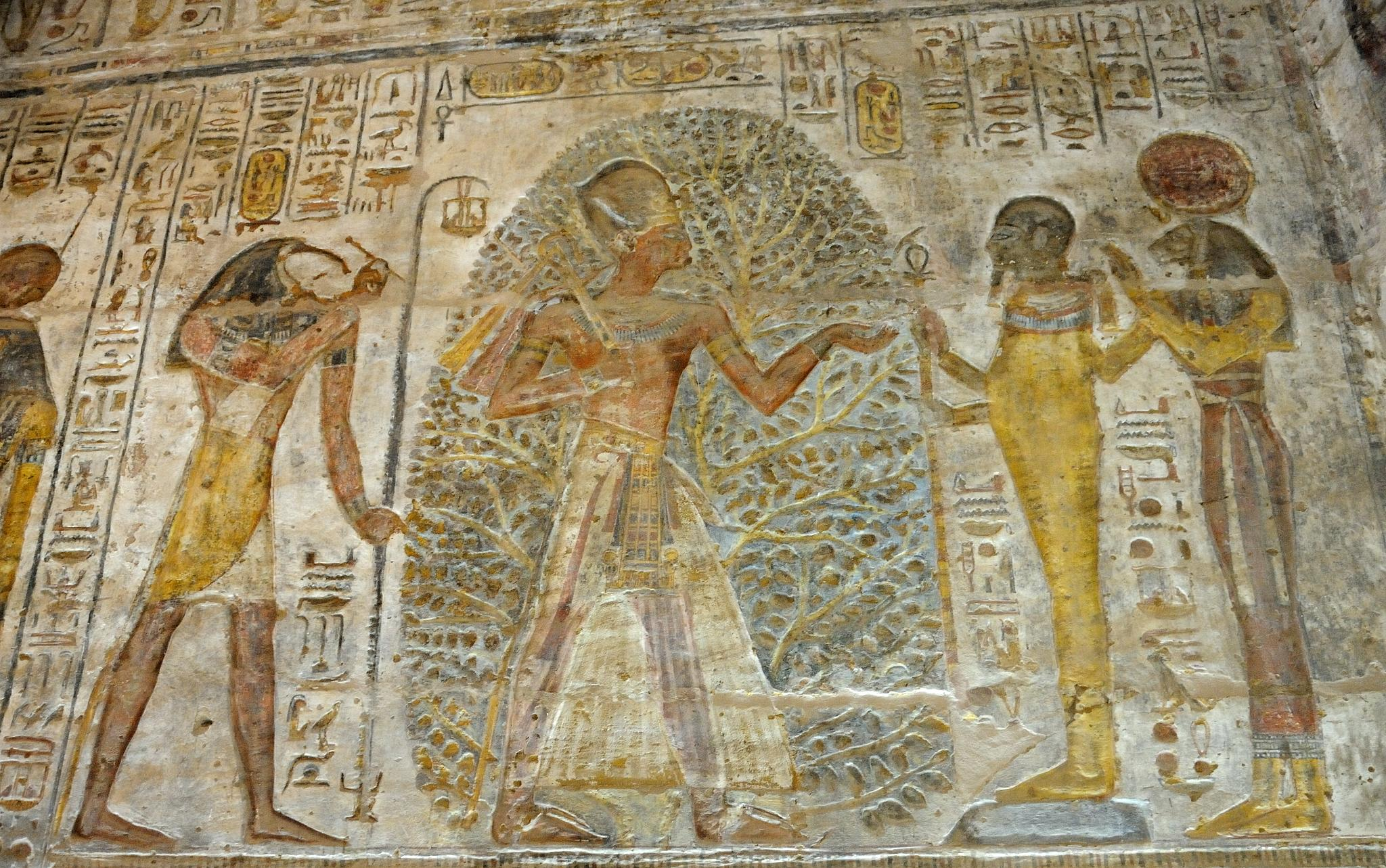
Ramsès II devant un arbre sacré - - Temple de Derr.

La naissance du Soleil au petit matin a été illustrée par diverses images mystiques ; un jeune enfant installé entre les cornes de la vache céleste Hathor ; un disque solaire posé au-dessus d'un arbre sacré d'Héliopolis ; un dieu anthropomorphe surgissant hors du feuillage de cet arbre ou le scarabée Khépri poussant l'astre solaire hors de la cime de ce même arbre. Sous l'influence des prêtres héliopolitains, le mythe de l'arbre sacré ished (Balanites aegyptiaca) s'est diffusé dans d'autres villes saintes, à Memphis, à Thèbes et à Edfou. D'après certaines allusions textuelles, Amon-Rê est ainsi « celui qui ouvre l'arbre-ished ». Dans cette expression, l'arbre est une métaphore de l'horizon oriental ; c'est-à-dire le lieu où, à l'aube, se lève le Soleil, jeune et régénéré, après son voyage nocturne dans le monde souterrain. En tant que symbole de la régénération de l'astre solaire vieillissant, l'arbre-ished a été associé aux festivités jubilaires du Heb-Sed. Sur les bas-reliefs, le vieux pharaon est assimilé à Rê et est représenté debout devant l'arbre, tel Ramsès II sur une décoration du temple de Derr (au sud d'Assouan).

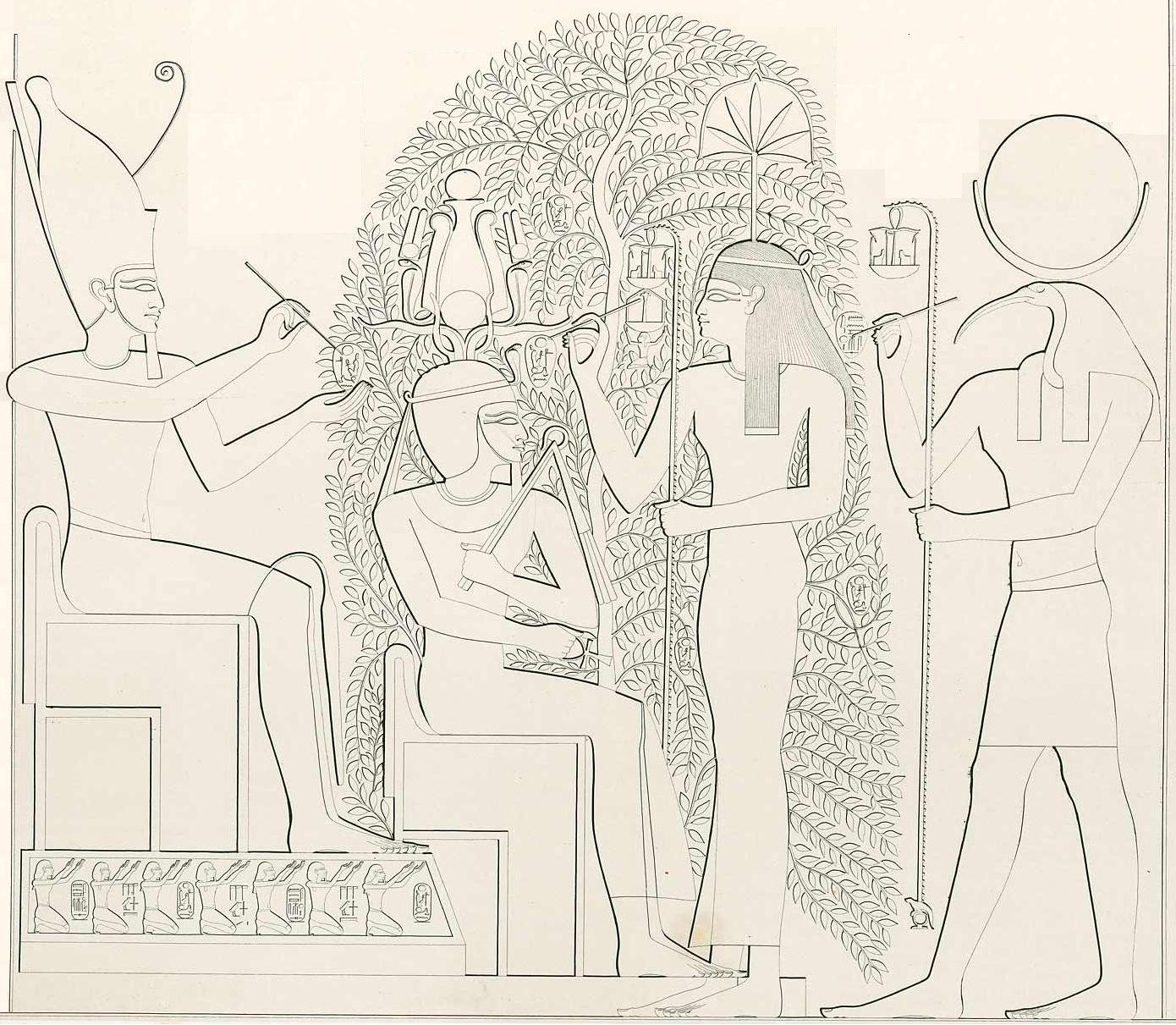
Relévé d'un bas-relief du Ramesséum - Atoum, Thot et Séchat inscrivent le nom de Ramsès II sur un arbre sacré.

À partir du Nouvel Empire et jusqu'à la période ptolémaïque, dans de multiples scènes du couronnement pharaonique sont figurés Thot et Séchat en train d'inscrire le nom du roi sur les feuilles ou les fruits de l'arbre sacré d'Héliopolis. Par ce moyen, les dieux promettent à Pharaon une infinité d'années de vie et des millions de fêtes jubilaires. Ce dernier est soit agenouillé devant l'arbre sacré, soit assis sur le trône d'Horus. Par les textes inscrits tout autour de l'image, la fonction monarchique terrestre est mise en relation avec celle de Rê au ciel et avec les grands cycles cosmiques.

« Paroles dites par Thot, qui départage les deux adversaires, qui apaise les dieux, scribe équitable de l'Ennéade, seigneur de la durée de vie, qui décompte les années et consigne par écrit tout ce qui existe dans le pays : éternité, infinité, millions, centaines de milliers, dizaines de milliers, milliers, centaines, dizaines. 
J'écris tes annales avec des millions de jubilés. Paroles dites par Séshat la grande dame de l'écriture, grande par sa magie, qui préside à la bibliothèque, qui décompte toutes choses dans le pays entier, qui grave le décret du seigneur de l'Univers. Je grave ta royauté exercée pendant l'époque de Rê, les années d'Atoum, sous la double couronne. Je fixe ta royauté pour des millions et des millions d'années. »

— Temple d'Edfou. Traduction de Nathalie Baum.

### Savoir ésotérique

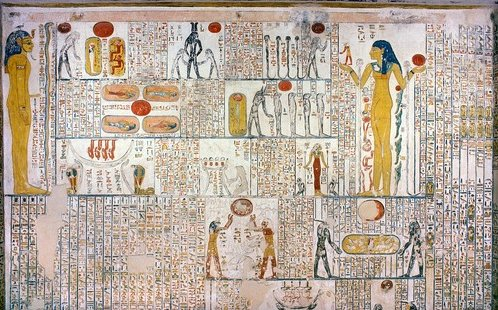
Cinquième division du Livre des cavernes - Tombeau de Ramsès VI -.

En Égypte antique, la course du Soleil a inspiré une littérature très développée. Une centaine d'hymnes à Rê a été conservée. Ces prières étaient adressées à l'astre aux moments cruciaux de la journée (aube, midi, coucher). Une large part de la population y a eu accès. La plupart de ces hymnes ont été gravés sur des stèles, à l'entrée des tombeaux ou en des lieux où s'exerçait le culte funéraire. Parallèlement à ces textes s'est mis en place un savoir secret réservé aux seuls pharaons. Cet enseignement ésotérique s'expose dans plusieurs compositions ; le Livre de l'Amdouat, le Livre des cavernes, le Livre des portes, le Livre de la terre, le Livre du jour et de la nuit et d'autres encore. Ces livres du monde souterrain sont des compositions qui mêlent textes et images. Les plus anciens présentent ce qui se passe durant les douze heures de la nuit dans le monde souterrain de la mort. Le parcours du Soleil est présenté comme une gigantesque procession acclamée par les âmes des défunts. L'astre est figuré comme un être à tête de bélier debout dans une barque et accompagné par de proches divinités Hou, Sia, Héka, Horus, Seth, Isis, etc. Le moment le plus critique est la rencontre avec le serpent Apophis, l'ennemi primordial qui tente de stopper la progression du voyage. Ailleurs, se déroule la rencontre mystique avec la momie d'Osiris. Durant un court instant, Rê et Osiris ne font plus qu'un. De cette union, l'astre solaire tire une force nouvelle. Régénéré, il remonte vers le monde des vivants.
Aussi longtemps que Rê accomplit ce voyage nocturne auprès d'Osiris, l'équilibre précaire de l'Univers est maintenu. Toutes ces compositions sacrées ornent les tombeaux royaux du Nouvel Empire creusés dans la vallée des Rois. Ces lieux étaient scellés et aucun culte ne s'y déroulait, contrairement aux tombes des notables. Le but de ces livres est de codifier un savoir théologique et de le transmettre à Pharaon afin de lui permettre de participer à ce grand cycle cosmique qu'est le voyage du Soleil dans les cieux nocturne et diurne. 

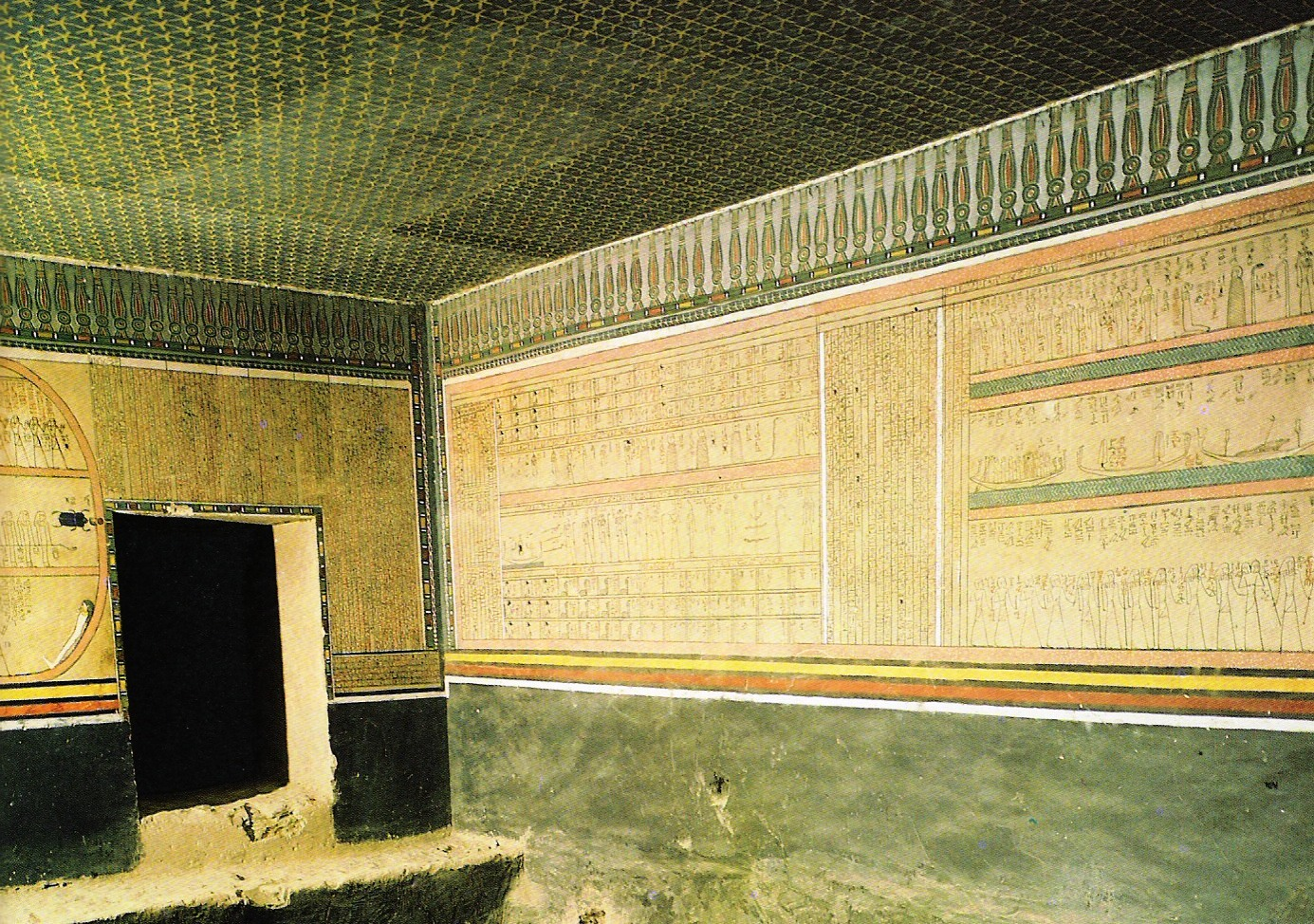
Tombeau d'Amenhotep II décoré du Livre de l'Amdouat - XVIIIe dynastie.

« Le roi connaît ce discours secret que prononcent les baou orientales lorsqu'elles jouent leur musique à la gloire du dieu du Soleil à son lever, à son apparition sur l'horizon et quand elles lui ouvrent les battants des portes de l'horizon oriental pour qu'il puisse partir en bateau sur les chemins du ciel. Il connaît leurs aspects et leurs incarnations, leurs demeures au pays de dieu. Il connaît leur position quand le dieu du Soleil parcourt le début du chemin. Il connaît ce discours que prononcent les équipages des bateaux quand ils tirent la barque de celui qui est à l'horizon. Il connaît la naissance de Rê et sa métamorphose dans les flots. Il connaît cette porte secrète par laquelle sort le Grand Dieu. Il connaît celui qui est dans la barque du matin et la grande image dans la barque de la nuit. Il connaît ses territoires à l'horizon et ses trajectoires chez la déesse du ciel. »

— Traité de théologie cultuelle (extrait). Traduction de Jan Assmann.

## Naissance divine

### Mythe de la théogamie

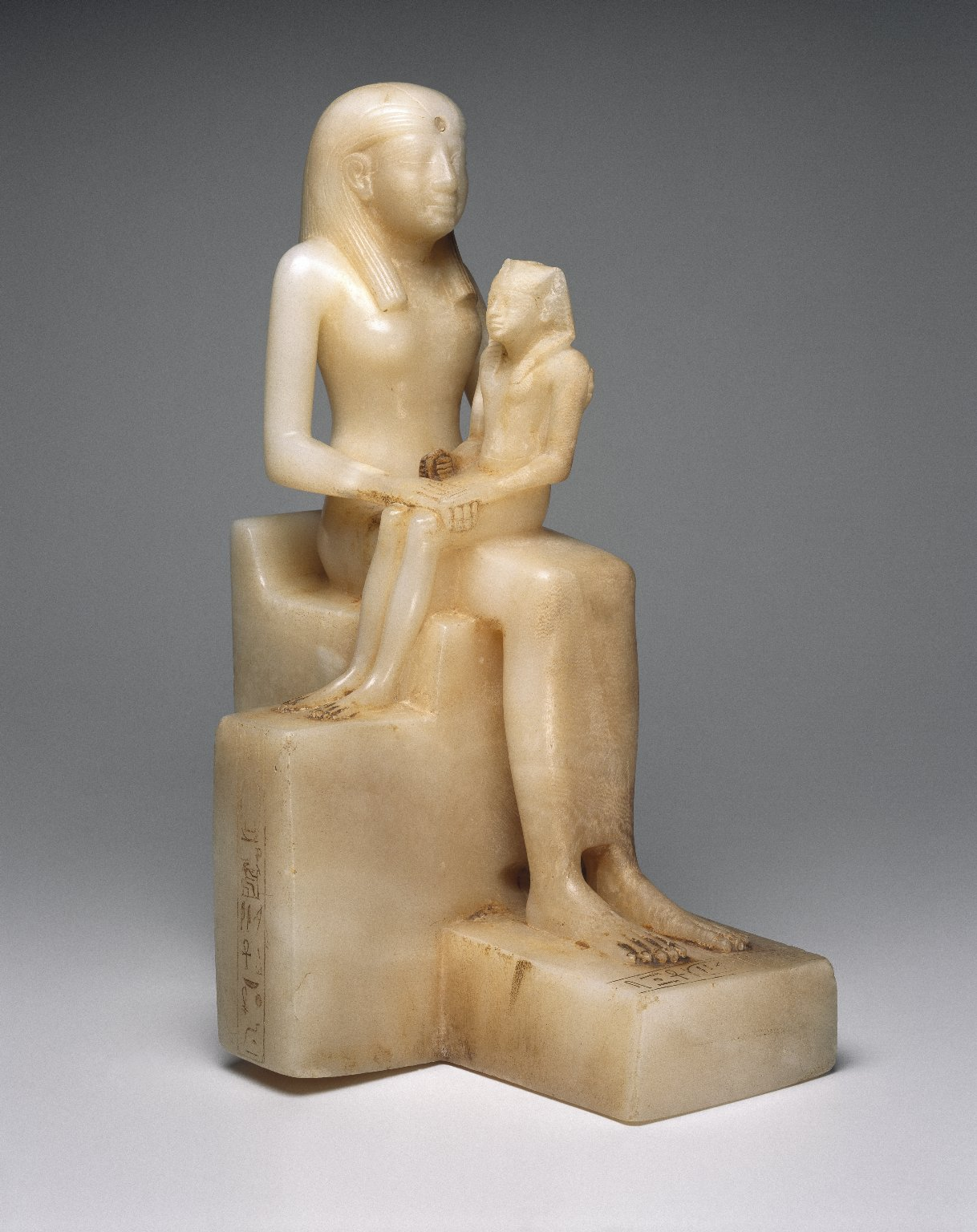
Le pharaon Pépi II, enfant, assis sur les genoux de la reine-mère Ânkhésenpépi II - - Brooklyn Museum.

La nature de Pharaon est double. Il est à la fois un humain soumis à la mort et l'incarnation de l'éternelle volonté divine. Au Nouvel Empire, le Rituel de la naissance royale ou Mythe de la théogamie est un récit qui évoque la naissance miraculeuse de Pharaon. Afin d'engendrer le successeur au trône, un dieu mâle descend nuitamment du ciel sur terre. Il entre dans les appartements du palais et s'unit charnellement avec la reine en prenant l'apparence du pharaon régnant. Les textes et images de ce mythe ne sont conservés qu'à partir de la XVIIIe dynastie, mais le modèle est bien plus ancien et semble remonter aux débuts de la monarchie pharaonique. Le Papyrus Westcar, rapporte une série de quatre contes rédigés au Moyen Empire et place fictivement l'action sous le règne de Khéops de la IVe dynastie. La dernière histoire rapporte l'origine divine des trois premiers souverains de la Ve dynastie. Le magicien et prophète Djédi, après avoir exécuté quelques tours de magie, annonce à Khéops l'avènement d'une nouvelle dynastie issue de l'union d'une femme avec Rê. Redjdjédet, l'épouse d'un prêtre du dieu solaire d'Héliopolis et officiant dans la ville voisine de Sakhebou, reçoit la visite de Rê dont elle conçoit trois fils ; Ouserkaf, Sahourê et Kakaï. La trame de ce conte se joue de la réalité historique, mais s'inspire du rituel de la théogamie tel qu'il est renseigné par les sources thébaines du Nouvel Empire. Deux versions complètes sont connues. Au début de la XVIIIe dynastie, le temple de Deir el-Bahari rapporte la visite d'Amon-Rê à la reine Ahmès, épouse de Thoutmôsis Ier. De cette rencontre est issue la pharaonne Hatchepsout. Un siècle plus tard, une salle du temple de Louxor expose la visite d'Amon à Moutemouia, épouse de Thoutmôsis IV et mère d'Amenhotep III. Une troisième version documentée par des blocs épars du Ramesséum expose la visite d'Amon à Mouttouya, épouse de Séthi Ier et mère de Ramsès II (XIXe dynastie). Deux stèles offrent des versions provinciales en présentant Ramsès II et Ramsès III comme les fils divins de Ptah venus visiter leurs mères respectives sous l'apparence de Banebdjedet, le bélier de Mendès,.
Sur les trois acteurs principaux de toutes les variantes du récit, deux appartiennent à l'histoire, la reine et son nourrisson, tandis que le troisième est mythique mais de forme humaine. Par sa conception, Pharaon est ainsi présenté de sang royal par sa mère et d'essence divine par son père, fils d'une incarnation terrestre du dieu. Après un silence de près d'un millénaire, ce même mythe réapparaît à Dendérah sous le règne de Nectanébo Ier (XXXe dynastie). Puis durant l'époque gréco-romaine, le mythe figure sur les parois des mammisi des grands temples (Dendérah, Edfou, Philæ) afin de célébrer la naissance des dieux-enfants tel Ihy, fils d'Horus et Hathor.

### Naissance miraculeuse

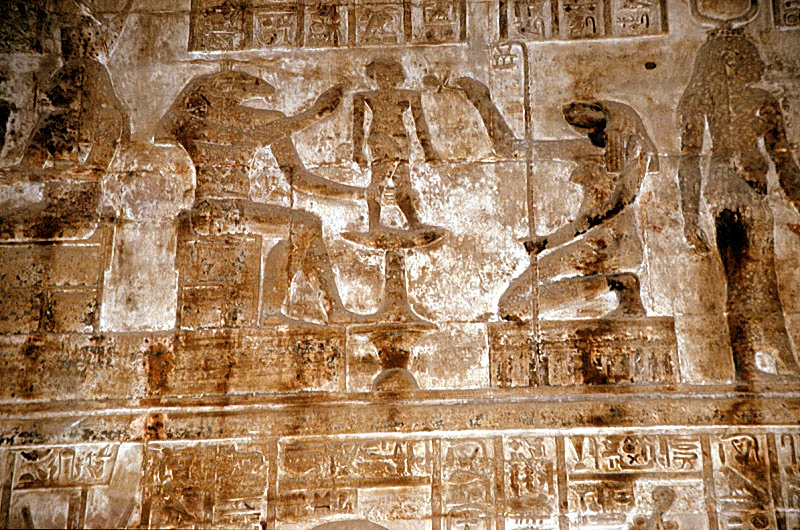
Khnoum, accompagné de Héqet modèle Ihy sur son tour de potier - mammisi de Dendérah - période gréco-romaine.

Au Nouvel Empire, le Mythe de la théogamie est illustré par une séquence imagée d'une quinzaine de scènes. Le texte qui l'accompagne n'est pas toujours un commentaire exact des images, sa composition relevant d'une tradition plus ancienne. Le mystère de la naissance royale débute au ciel par l'annonce faite par Amon à son Ennéade d'engendrer un futur héritier terrestre. Étant un dieu céleste éloigné des choses humaines, Amon charge Thot de descendre sur terre afin de s'assurer de l'identité de l'heureuse élue. Après enquête, Thot remonte auprès d'Amon et l'incite à descendre vers la reine pour la rejoindre dans le palais. Après une nuit d'amour entre le dieu et la reine, Amon remonte au ciel et ordonne au bélier Khnoum de façonner sur son tour de potier le futur pharaon. Aussitôt, Khnoum se met à l'ouvrage en modelant conjointement le corps et le ka du futur nourrisson. Durant le modelage, la grenouille Héqet insuffle la vie à l'enfant en lui présentant aux narines le signe Ânkh, symbole du souffle vital. Ceci fait, Thot se rend auprès de la reine et lui annonce qu'elle porte en son sein un enfant divin. Le temps de la gestation révolu, la reine au ventre rebondi est conduite par Khnoum et Héqet vers la chambre d'accouchement. La délivrance passée, le nourrisson dans les mains de Thot est présenté à Amon. Assis sur son trône, Amon enserre dans ses bras son enfant, le reconnaît et le confirme dans ses droits à la royauté.

### Union mystique

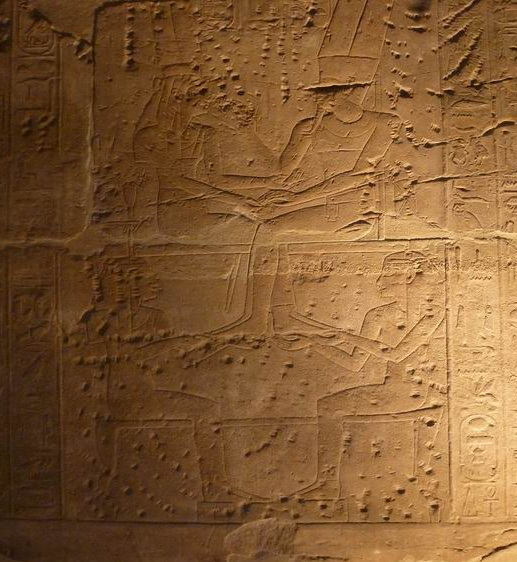
Visite d'Amon à la mère d'Amenhotep III - XVIIIe dynastie - Louxor.

Dans les deux versions thébaines les mieux conservées de la conception miraculeuse de Pharaon (Hatchepsout à Deir el-Bahari et Amenhotep III à Louxor), l'union sexuelle d'Amon avec la Grande épouse royale est relatée par l'image et le texte. Dans l'iconographie, la rencontre des deux partenaires est figurée d'une manière pudique. Amon et la reine apparaissent chacun couronnés d'une coiffe aux deux hautes plumes et se trouvent assis sur une couche nuptiale identifiée hiéroglyphiquement au ciel. Les deux amants sont face à face et leur relation est suggérée par le croisement discret de leurs jambes et la rencontre furtive de leurs bras. D'une main, la reine soutient l'un des coudes d'Amon en un geste habituel et métaphorique de l'union charnelle. Le dieu présente à la reine le signe Ânkh de la vie tandis que les déesses protectrices Serket et Neith sont assises sur un lit et soutiennent vers le ciel les pieds des deux amants,. Contrairement à l'image, le texte ne s'embarrasse pas de retenue. La description de l'acte procréateur est l'un des morceaux d'anthologie de la littérature érotique égyptienne :

« [Amon] la trouva qui dormait dans l'intimité de son palais. À l'odeur du dieu elle s'éveilla ; elle sourit devant sa majesté. Alors il s'avança auprès d'elle immédiatement ; il la convoita ; il porta son désir vers elle ; il fit qu'elle le vit dans son aspect de dieu après qu'il se fut avancé vers elle, et elle se trouva réjouie de contempler sa perfection. Son désir s'insinua dans son corps, tandis que le palais était inondé du parfum du dieu, toutes ses senteurs étant celles du Pount. La majesté du dieu fit tout ce qu'il avait désiré à son sujet. Elle fit qu'il prit du plaisir avec elle. Elle l'embrassa… »

— Amon s'unit à la reine. Traduction de Pascal Vernus

### Allaitement hathorique

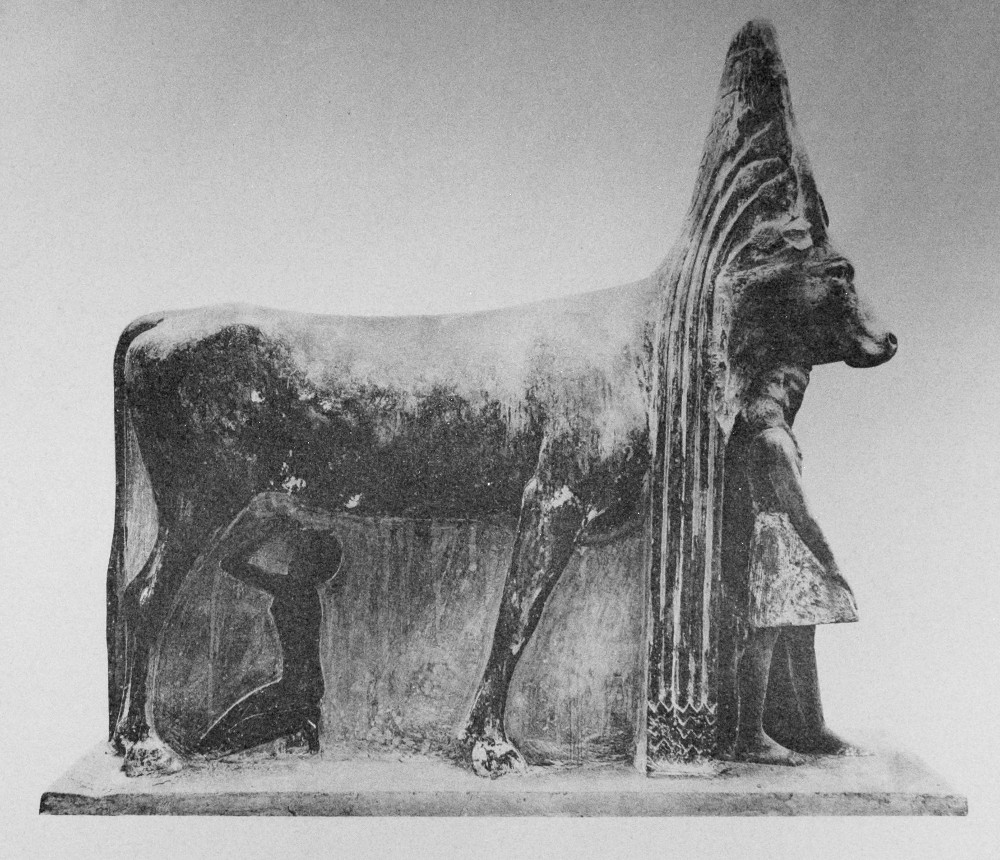
Amenhotep II allaité par la vache Hathor - XVIIIe dynastie - Musée égyptien du Caire.

L'allaitement de Pharaon par une nourrice divine est un thème récurrent de l'idéologie royale. Dans l'iconographie, la scène se codifie durant l'Ancien Empire au tournant des Ve et VIe dynasties. Sur les parois des temples funéraires, une déesse est montrée debout ou assise sur un trône. D'une main, elle tend un de ses seins vers les lèvres d'un pharaon montré adulte mais de petite taille, tandis que de sa main libre, elle l'enlace. Les nourrices divines sont innombrables ; Hathor, Isis, Mout, Bastet, Nekhbet, Anoukis, etc. Dès les Textes des pyramides, le lait des déesses est pour Pharaon un gage de vie éternelle et de souveraineté. D'une manière générale, le rite de l'allaitement est évoqué lors des moments de « passage » que sont la naissance, le couronnement et l'accession à l'éternité après la mort. Les liens entre le jeune pharaon et la vache Hathor sont particulièrement mis en avant dans l'iconographie à partir du Moyen Empire. C'est ainsi que sur les murs de Deir el-Bahari on voit la pharaonne Hatchepsout agenouillée sous la vache divine en train de téter au pis son lait fortifiant et régénérateur. Plus tard, dans la statuaire, le roi Amenhotep II se fait représenter dans la même position, dans la nudité de l'enfance sous une vache qui surgit hors d'un fourré de papyrus. Le pharaon apparaît une seconde fois, debout et adulte sous le mufle protecteur de l'animal. Au Nouvel Empire, l'allaitement par Hathor est partie intégrante du Mythe de la théogamie. Pour Hatchepsout, la période de gestation est évoquée par les figures de deux nourrices bucéphales assise devant la reine-mère, l'une allaitant l'enfant royal, l'autre son ka.